# Ottó Török
Ottó Török   (Csillaghegy, 1 de novembre de 1937) és un pentatleta hongarès, ja retirat, que va competir durant la dècada de 1960. És germà del també pentatleta Ferenc Török.
El 1964 va prendre part en els Jocs Olímpics d'Estiu de Tòquio, on disputà dues proves del programa de pentatló modern. En la competició per equips, junt a Imre Nagy i Ferenc Török, guanyà la medalla de bronze, mentre la prova individual fou vint-i-sisè.